# Ford GT40
Ford GT40 – supersamochód klasy średniej produkowany pod amerykańską marką Ford w latach 1964 — 1968.

## Historia i opis modelu

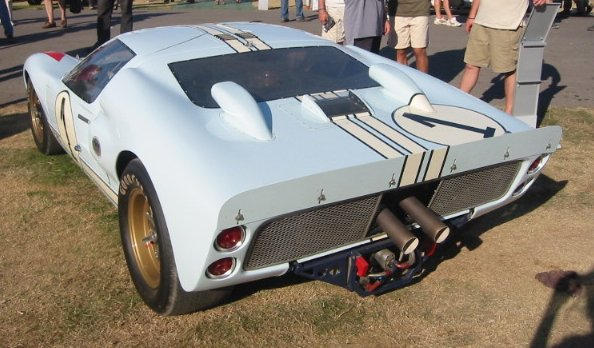
Ford GT40 - tył

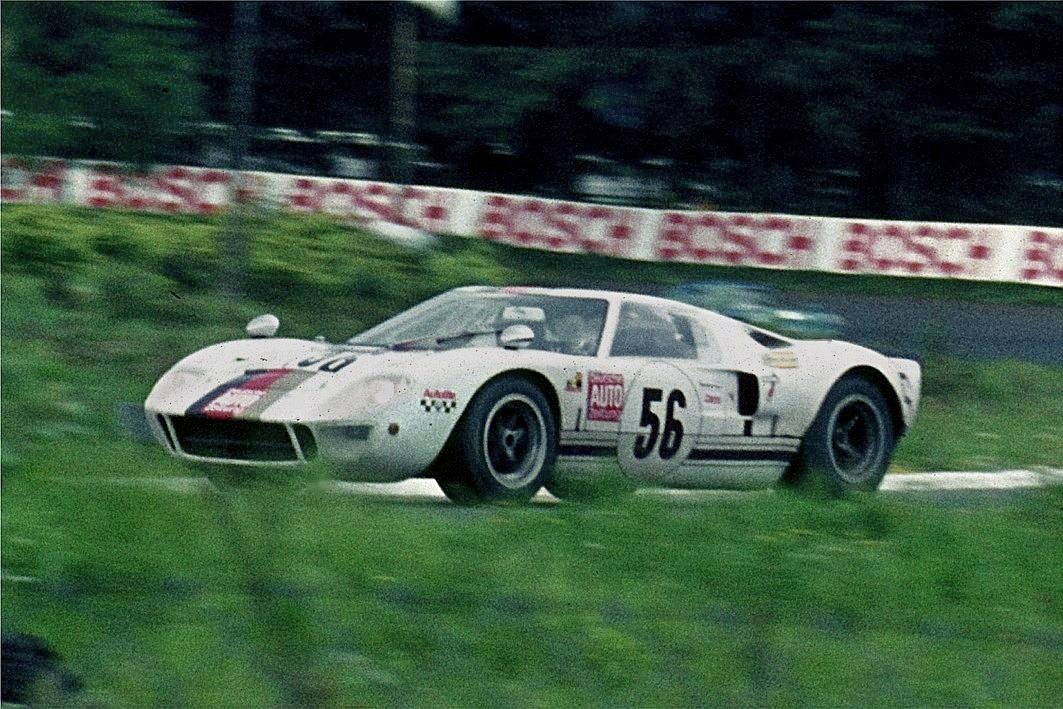
Ford GT40 Mark I podczas wyścigu na torze Nurburgring w roku 1969

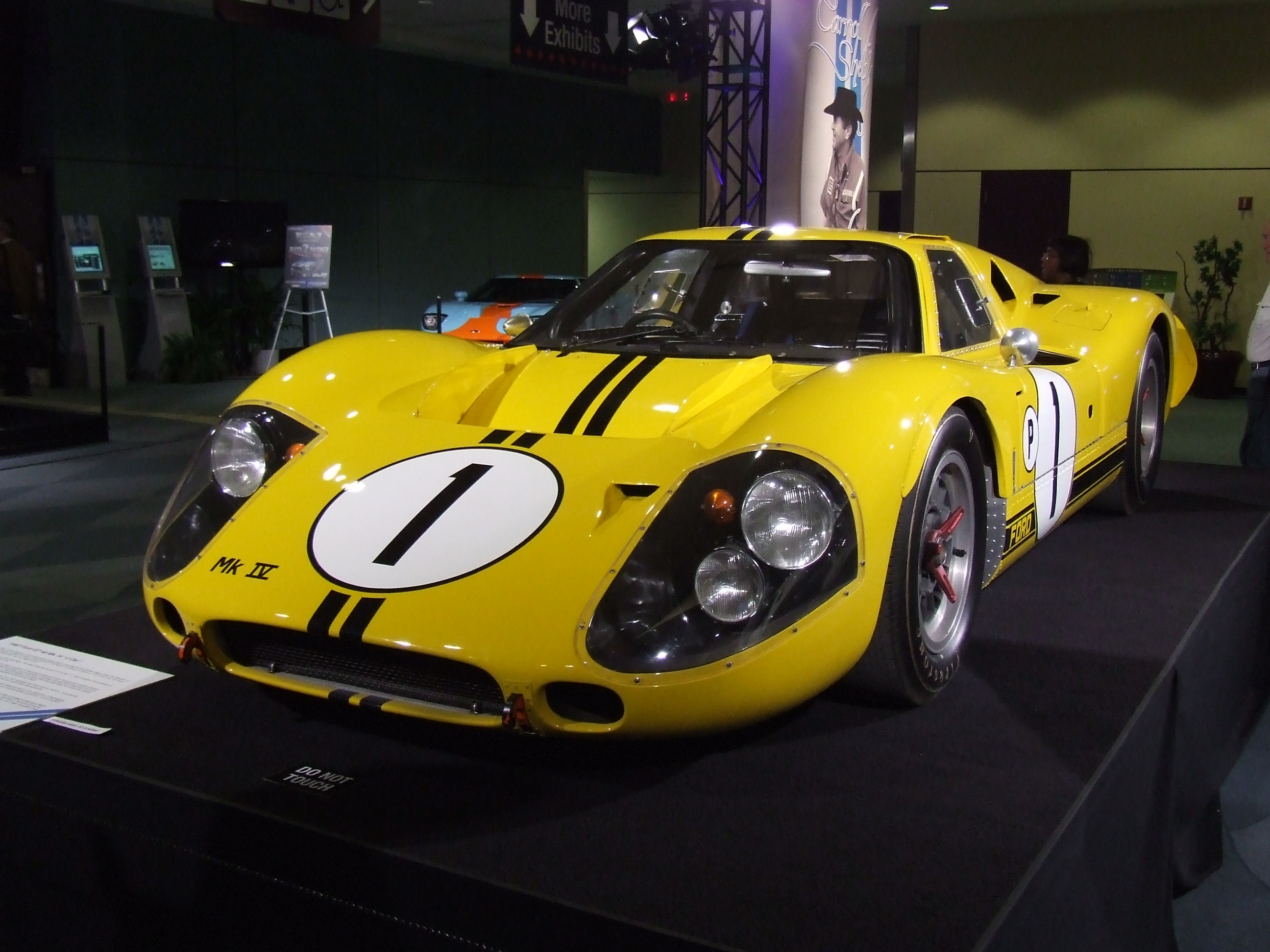
Ford GT40 Mk IV

Na początku lat 60. w wyścigach dominowały samochody Ferrari. Właściciel Ford Motor Company Henry Ford II postanowił zaistnieć w samochodach sportowych. W tym celu starał się wykupić Ferrari za 16 milionów dolarów. Enzo Ferrari najpierw wyraził zgodę, jednak w trakcie finalizacji transakcji wycofał się. Ford postanowił pokonać Ferrari na torze wyścigowym. Dotarły do niego projekty prototypu o nazwie Lola GT (startował w Le Mans w 1963 r., ale nie ukończył zawodów z powodu awarii) Erica Broadleya z firmy Lola Racing Cars. Główny konstruktor firmy Lola Eric Broadley rozpoczął prace nad nowym wozem pod kierunkiem Johna Wyera, byłego szefa Aston Martina. Już kilka miesięcy później opływowe coupe zamieniło się w potężnego Forda GT40.
Ford GT40 był czterokrotnym zwycięzcą wyścigu Le Mans w latach 1966 (pierwsze, drugie i trzecie miejsce), 1967 (pierwsze i czwarte), 1968 i 1969 (pierwsze i trzecie). Jego nazwa pochodzi od „Grand Touring” i 40 cali wysokości, stąd GT i 40. Wybudowano go, żeby przełamać hegemonię Ferrari w wyścigach samochodowych (który wygrał Le Mans sześć razy z rzędu w latach 1960–1965). Prędkość maksymalna wyścigowej wersji wynosi 327 km/h.

### GT40 Mark I
Mark I jest oryginalną wersją GT40. Pierwsze prototypy były napędzane silnikiem V8 o pojemności 4.3 litra, jednak modele produkcyjne miał już pojemność 4.7 litra, silniki pochodziły z popularnego Forda Mustanga. Pięć modeli prototypowych było roadsterami, wliczając to Forda X-1. Wykorzystane zostały skrzynie biegów: Hewland LG500 a w ostatnich modelach automatyczne skrzynie biegów. Zmodyfikowany do wersji Mark II, który był napędzany 7-litrowym silnikiem V8. Model ten posiadał 4-biegową przekładnię Kar Kraft. Samochód zwyciężył 12-godzinnym w wyścigu na torze Sebring.

### GT40 Mark II
Mark II był napędzany 7-litrowym silnikiem V8 pochodzącym z Forda Galaxie. Na wyścig na torze Daytona silniki przygotowała firma Mercury, jeden z oddziałów Forda. Z powodu awarii odpadły wszystkie Mark II, co gorsza dla Forda, zespół Ferrari zajął całe podium w tym wyścigu.

### GT40 Mark III
Mark III jest wersją drogową Forda GT40. Samochód ten posiadał cztery światła przednie, tył został poszerzony aby zapewnić miejsce bagażowe. Napędzała go jednostka o mniejszej pojemności i mocy niż Mark II (4.7-litrowe V8 o mocy 335 koni mechanicznych).

### J-Car
Prace nad pierwszym J-Car zostały ukończone w marcu 1966 i od razu ustanowił najlepszy czas okrążenia na torze w Le Mans. Ważył on 1210 kilogramów, i był lżejszy od wersji Mark II o 140 kilogramów. Zbudowano drugi model J-Car, który miał wystartować na torze w Riverside, za kierownicą którego miał usiąść Ken Miles, jednak podczas tego wyścigu auto to wpadło w poślizg na najszybszej części toru. Podwozie o strukturze „honeycomb” złamało się w trakcie uderzenia, pojazd stanął w płomieniach, a Ken Miles zginął w wypadku. Stwierdzono, że unikalna aerodynamika samochodu o charakterystyce podobnej do vana unosiła ten samochód przy większych prędkościach. Na bazie tego modelu J-Car powstały dwie inne wersje: Mark IV oraz G7A.

### GT40 Mark IV
Wersja Mark IV została opracowana na bazie modelu J-Car. Napędzana była takim samym co w modelu J-Car 7-litrowym V8. Wersja ta brała udział tylko w dwóch wyścigach, na torach Sebring i Le Mans. Oba te wyścigi wygrał Mark IV. Powstało 6 sztuk tej wersji GT40.

### GT40 G7A
Ford G7A był samochodem serii CanAm. Zbudowany w 1969 roku na bazie modelu J-Car.

### Dane techniczne (V8 4.2)
- V8 4,2 l (4195 cm³), 2 zawory na cylinder, OHV
- Układ zasilania: cztery gaźnik Weber
- Średnica cylindra × skok tłoka: 95,50 mm × 72,90 mm
- Stopień sprężania: b/d
- Moc maksymalna: 355 KM (261 kW) przy 7200 obr./min
- Maksymalny moment obrotowy: b/d
- Przyspieszenie 0-80 km/h: 3,8 s
- Czas przejazdu pierwszych 400 m: 13,8 s
- Prędkość maksymalna: 225 km/h

### Dane techniczne (V8 4.7)
- V8 4,7 l (4727 cm³), 2 zawory na cylinder, OHV
- Układ zasilania: gaźnik
- Średnica cylindra × skok tłoka: 101,60 mm × 72,90 mm
- Stopień sprężania: 10,9
- Moc maksymalna: 310 KM (228 kW) przy 6000 obr./min
- Maksymalny moment obrotowy: 446 N•m przy 4200 obr./min
- Przyspieszenie 0-100 km/h: 5,3 s
- Prędkość maksymalna: 257 km/h